# Libertia flaccidifolia
Libertia flaccidifolia är en irisväxtart som beskrevs av Blanchon och J.S.Weaver. Libertia flaccidifolia ingår i släktet Libertia och familjen irisväxter. Inga underarter finns listade i Catalogue of Life.